# James Collip
James Bertram Collip, född 20 november 1892 i Belleville, Ontario, Kanada, död 19 juni 1965 i London, Ontario, var en kanadensisk biokemist från Montréal och var en av forskarna i Torontogruppen som först lyckades isolera insulin. Han var även den förste som lyckades framställa Bisköldkörtelhormon.
Han var chef för institutionen för biokemi vid McGill University 1928-1941 och dekanus för medicin vid University of Western Ontario 1947-1961, där han var chartermedlem i Kappa Alpha Society.

## Biografi
Collip skrev in sig vid Trinity College vid University of Toronto vid 15 års ålder och studerade fysiologi och biokemi. Han disputerade i biokemi vid samma universitet 1916.

## Karriär
År 1915, vid 22 års ålder, accepterade Collip en plats som föreläsare vid institutionen för fysiologi på medicinska fakulteten  vid University of Alberta i Edmonton, strax innan han avslutade sin doktorsexamen. Han arbetade i denna roll i sju år och blev så småningom professor och chef för institutionen för biokemi 1922. Hans forskning på den tiden var främst inriktad på blodkemi hos ryggradsdjur och ryggradslösa djur.
Han tog ett sabbatsår med början i april 1921, och flyttade till Toronto på ett Rockefeller Travelling Scholarship för en sex månaders tjänst med J. J. R. MacLeod-professor vid University of Torontos avdelning för fysiologi. Där skulle hans forskningsprogram om pH-effekten på koncentrationen av socker i blodet ta honom till marina biologiska stationer i Woods Hole, Massachusetts och St. Andrews, New Brunswick innan han återvände till Toronto sent på året.
John Macleod övervakade Frederick Bantings och Charles Bests arbete i deras sökande efter en behandling av diabetes, som de hade börjat i maj 1921. I december, när Banting och Best hade svårt att raffinera  extrakt från bukspottskörteln, löste Macleod Collip från hans övriga forskning för att göra det möjligt för honom att gå med i forskargruppen. Collips uppgift var att bereda insulin i en mera ren, användbar form än Banting och Best dittills hade kunnat uppnå.

### Framgång med insulin
I januari 1922, efter att 14-årige Leonard Thompson drabbats av en allvarlig allergisk reaktion mot en injektion av insulin, uppnådde Collip målet att bereda ett bukspottskörtelextrakt som var tillräckligt rent för att han skulle återhämta sig och användas i kliniska prövningar. Framgångsrika studier slutfördes snart och framtiden för insulin säkrades. Banting, Best och Collip delade därefter patentet för insulin, som de sålde till University of Toronto för en dollar.
På grund av meningsskiljaktigheter mellan Banting och Macleod, kom tyvärr osämja att uppstå inom laget. Nobelpriset i medicin tilldelades Banting och MacLeod 1923, men Banting kände att Best hade förbisetts i priset och delade sin del med Best. Som svar delade MacLeod sin del med Collip. Ändå förbises Collip ofta som en medupptäckare av insulin.
Efter denna tidiga framgång återvände Collip till Edmonton för att tillträda en plats som chef för den nya institutionen för biokemi och för att fortsätta sina egna studier om hormonforskning. År 1928 rekryterades han till McGill University i Montreal av sin tidigare doktorandrådgivare, Archibald Macallum. Collip blev chef för McGills avdelning för biokemi från 1928 till 1941. Under 1947-1961 hade Collip positionen som dekanus för medicin vid University of Western Ontario. Han betraktas som pionjär inom endokrin forskning och gjorde banbrytande arbete med bisköldkörtelhormonet (PTH).

## Utmärkelser och hedersbetygelser
- F.N.G. Starr Award,  1936[5]
- Flavelle-medaljen,  1936
- Hedersdoktor vid Lavaluniversitetet,  1946[6]
- Banting-medaljen,  1960[7]
- Kanadas Hall of Fame inom medicin,  1994[1]
- National Inventors Hall of Fame,  2004[8]
- Kommendör av 2 klass av Brittiska imperieorden
- Fellow of the Royal College of Physicians
- Fellow of the Royal Society of Canada
- Fellow of the Royal Society

[Redigera Wikidata]
- Ledamot av Royal Society of Canada, 1925
- Hedersdoktor D.Sc, vid Harvard University, 1936
- Cameron Prize for Therapeutics of the University of Edinburgh, 1937
- Hedersdoktor D.Sc, vid University of Oxford, 1946
- Hedersdoktor vid University of Alberta, 1946[11]
- Medal of Freedom with Silver Palm (US), 1947
- Hedersdoktor D.Sc vid University of Western Ontario, 30 May 1964  [12]